# Carta cultural bretona
Carta cultural bretona és un acte signat el 4 d'octubre de 1977, per la República francesa, l'establiment públic regional de Bretanya (nom que rep la regió al document) i els consells generals de Côtes-du-Nord (posteriorment Côtes-d'Armor), de Finisterre, d'Ille i Vilaine, de Morbihan i de Loira Atlàntic. En aquesta carta, per primer cop, es reconeix la personalitat cultural de la Bretanya. La seva redacció fou acceptada pel president de la República Valéry Giscard d'Estaing i oficialitzada el 8 de febrer de 1978 en discurs a Ploërmel, responent així a una demanda dels bretons.
El 1978 fou creat el Consell Cultural de Bretanya i el 1981 l'Institut Cultural de Bretanya pel Consell Regional de Bretanya i el Consell General del Loira Atlàntic, organismes nous creats amb posterioritat a la carta.

## Definició
Aquesta cultura es troba en diversos mitjans d'expressió artística, en les tradicions populars i als idiomes: el bretó, una llengua cèltica, i gal·ló, una llengua romànica. «ouverte sur l'extérieur et sur l'avenir» et dans un premier temps d'en collationner, d'en fixer et d'en développer les éléments en incitant et promouvant la création. Atès que no és simplement una patrimoni popular i rural, la intenció dels signants és proporcionar els mitjans per a reviure una cultura de Bretanya oberta al món exterior i al futur i en un primer temps recopilar, definir i desenvolupar els elements per a encoratjar i promoure la creativitat. Les llengües ha de ser objecte de protecció molt acurat, especialment en l'educació, la ràdio i la televisió.
La Carta preveu l'establiment d'un Consell Cultural de Bretanya (Kuzul Sevenadurel Breizh) amb la funció d'associar les diverses parts interessades, impulsar els projectes i coordinar-los, i donar la seva opinió sobre les decisions financeres. Els crèdits d'inversió són finançats per parts iguals per l'Estat i la Regió, i de la mateixa manera els crèdits de funcionament ho seran per l'Estat i els Consells Generals. El poder de decisió en la matèria es dona a la Regió, i la Carta juga el rol d'intermediari.

## Punts fonamentals[2]

### Educació
Els signants de la Carta afirmen que les llengües i la cultura de la Bretanya tenen un lloc en l'educació i l'Estat es compromet a assumir les despeses.
- Els nous programes d'ensenyament del patrimoni s'han de posar en marxa a tota Bretanya, el Ministeri d'Educació ha de tenir un paper principal.
- L'ensenyament del bretó és possible de manera optativa a l'ensenyament secundari i podrà convertir-se en la segona llengua viva, amb una opció pel batxillerat.
- El Ministeri d'Educació haurà de proporcionar formació als docents tant en la formació contínua com a les escoles normals. El sector de la recerca històrica i cultural es va desenvolupar en la Universitat.

### Difusió
La ràdio i la televisió han de tenir un paper més important en la progressiva difusió de la cultura i l'idioma
- La durada de les emissions en bretó serà ampliat gradualment des de la signatura de la carta
- El mateix també a la televisió, especialment pel canal France 3 que té una vocaciño regional
- Establiment d'un Comitè Assessor Regional per al Sector Audiovisual, compost per representants de la Regió, electes locals i professionals.

### Patrimoni
- Es crea un organisme tècnic regional (ATR - associació llei 1901) amb la funció de gestió de materials de les comunitats i associacions, la formació, la participació en la conservació del patrimoni cultural i la difusió de materials de promoció. Treballa en col·laboració amb el Consell Cultural de Bretanya.
- Donada la importància de les associacions culturals bretones, la Carta en preveu acordar un suport financer i tècnic.
- S'engegà un esforç particular per a la conservació i restauració del patrimoni arquitectònic, com esglésies, capelles i altars, endemés de mobles per a la llar i en l'interior
- Creació de l'Institut Cultural de Bretanya, espai de trobada per a l'estudi, la investigació i recopilació d'informació
- Creació del Consell Cultural de Bretanya, que participa en els debats sobre les assignacions financeres i proposa a les assemblees regionals les orientacions de la política cultura.